# ویلر (بلژیک)
ویلر (به لاتین: Villeret) یک منطقهٔ مسکونی در بلژیک است که در استان نامور واقع شده‌است. ویلر ۱۱۹ متر بالاتر از سطح دریا واقع شده‌است.